# لکسوس
لکسوس (به ژاپنی: レクサス) شرکت خودروسازی ژاپنی است، که وظیفه طراحی، تولید و پخش خودروهای لوکس شرکت تویوتا را برعهده دارد. شرکت لکسوس در سال ۱۹۸۹ توسط مدیرعامل وقت تویوتا؛ ایجی تویودا در ایالات متحده آمریکا راه‌اندازی شد.
امروزه لکسوس با تولید خودروهایی لوکس، به برندی بین‌المللی تبدیل شده، که به‌عنوان بزرگ‌ترین تولیدکننده خودروهای سفارشی و ویژه، در کشور ژاپن شناخته می‌شود. این شرکت اکنون تولیدات خود را در ۷۰ کشور جهان عرضه می‌کند و یکی از ۱۰ نشان تجاری یا برند برتر ژاپن، بر پایه میزان ارزش بازار به‌شمار می‌آید.
دفتر مرکزی شرکت لکسوس در کشور ژاپن قرار دارد و دفاتر بین‌المللی و مراکز عملیاتی آن نیز در شهرهای بروکسل، بلژیک و تورانس، کالیفرنیا مستقر می‌باشند.
ریشه‌های تأسیس لکسوس به پروژه‌ای مخفی بازمی‌گردد، که توسط تویوتا به‌منظور طراحی و ساخت خودرویی سدان در سال ۱۹۸۳ با نام پروژه اف۱ آغاز و در سال ۱۹۸۹ با عرضه خودروی لکسوس ال اس راه‌اندازی شد.

## تاریخچه

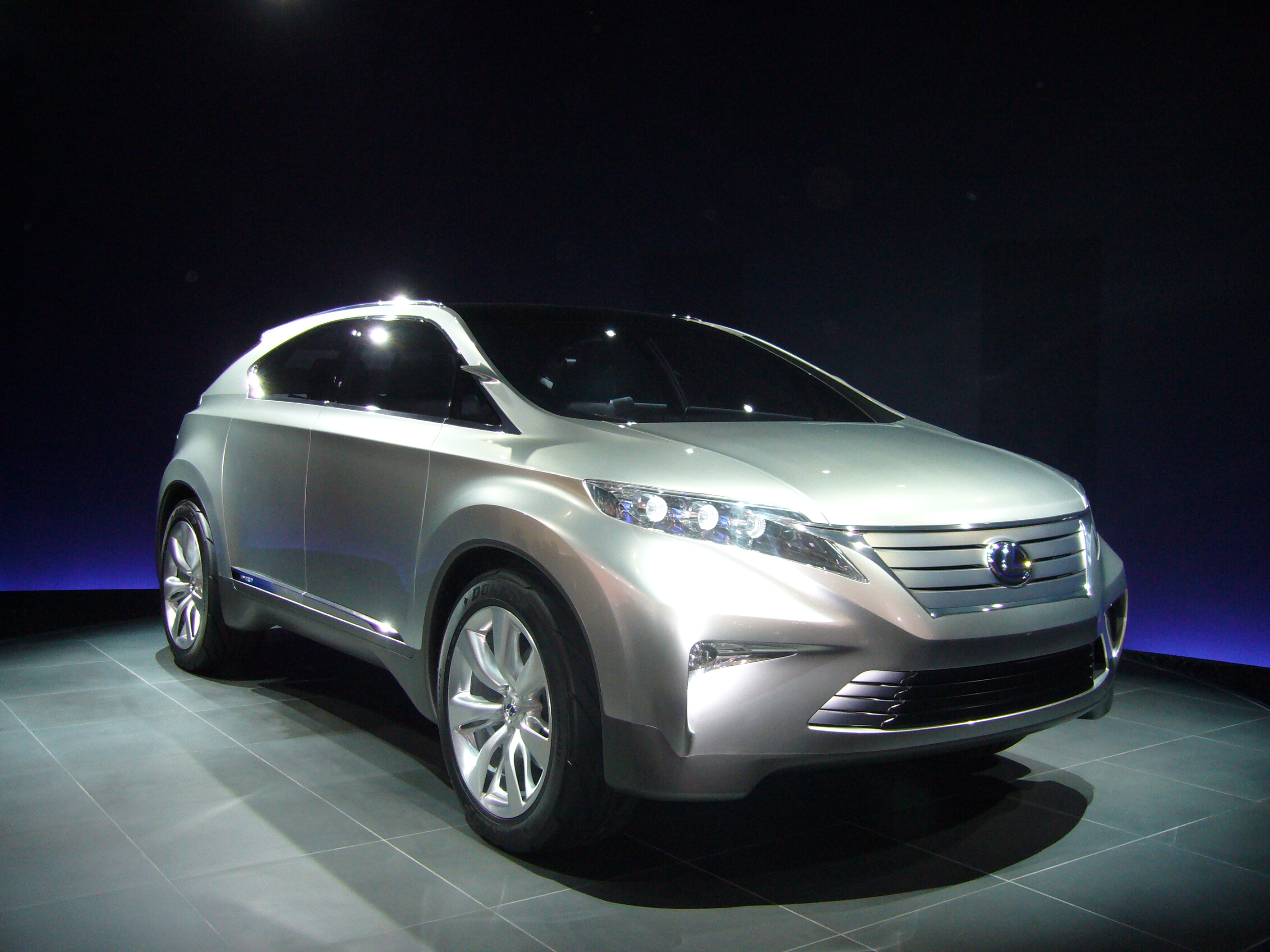
لکسوس ال‌اف-اس‌اچ مفهومی

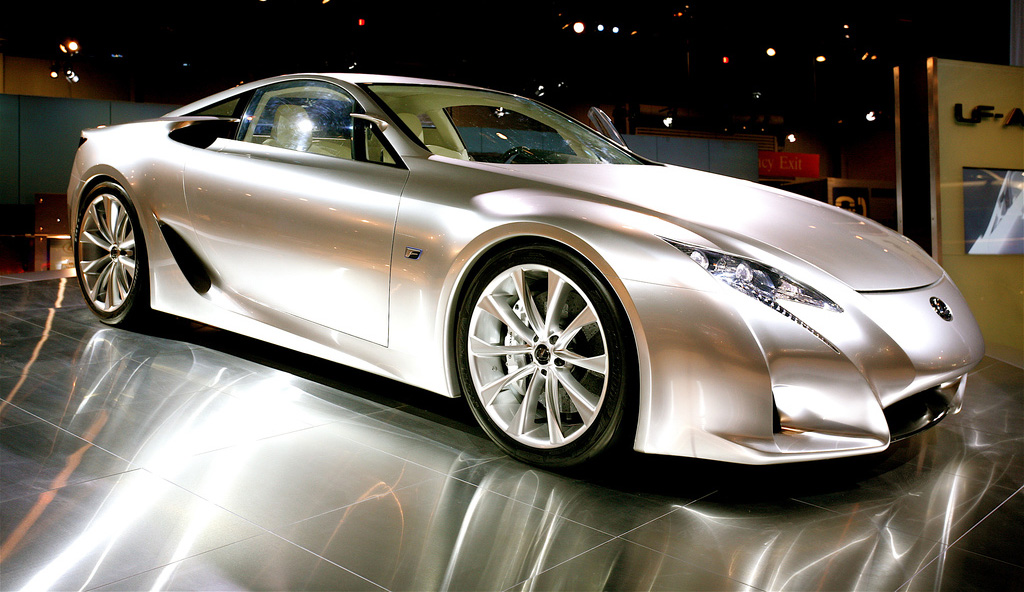
لکسوس ال‌اف‌ای مفهومی

### پروژه اف۱
در سال ۱۹۸۳ مدیرعامل و رئیس هیئت مدیره وقت شرکت تویوتا، ایجی تویودا، جلسه‌ای فوق‌العاده با مدیران ارشد تویوتا ترتیب داد و در آن جلسه از آنان پرسید، که آیا امکان دارد که تویوتا بتواند وارد کلاس خودروهای لوکس شده و با نام‌های بزرگ این کلاس رقابت کند؟! این پرسش تویوتا را وارد پروژه‌ای به نام اف۱ (فلگ‌شیپ ۱) کرد، که هدف آن، تولید خودرویی قابل رقابت با دیگر خودروهای مطرح این کلاس بود.
محصول پایانی پروژه اف۱ خودروی لکسس ال‌اس بود. اما درپی موفقیت تویوتا در فروش دو مدل جدید تویوتا کریسیدا و تویوتا سوپرا، مجریان پروژه اف۱ توسعه این دو مدل را آغاز کردند. همچنین طراحان این پروژه بر روی توسعه دو مدل دیگر تویوتا کراون و تویوتا سده نیز شروع به‌کار نمودند.
در ماه مه سال ۱۹۸۵ تیمی از مهندسان پروژه اف۱ جهت توسعه طرح‌ها و مطالعات انجام شده و پیدا کردن نقطه آغاز، به ایالات متحده سفر کردند و یک خانه در لاگونا بیچ، کالیفرنیا اجاره نمودند. در ژوئیه همان سال، ساخت نخستین خودروی لکسس در دستور کار قرار گرفت.
ماه مه سال بعد یعنی ۱۹۸۶ زمان آزمایش نخستین خودروی تولیدشده توسط پروژه اف۱ در شبکه اتوبان‌های آلمان بود. در سپتامبر همان سال آغاز گسترده آزمایش خودروی ساخته‌شده، در خیابان‌های آمریکا آغاز شد.

### توسعه برند
در سال ۱۹۸۶ شرکت تبلیغاتی ساعتچی اند ساعتچی، که سال‌ها به‌عنوان آژانس تبلیغاتی، با شرکت تویوتا همکاری می‌کرد، به درخواست مدیریت تویوتا، یک تیم تخصصی جهت انتخاب نام برند، برای شرکت تولید خودروی لوکس تشکیل داد.
از میان ۲۱۹ نام تجاری در پایان نام‌های وکترا، ورون، چاپارل، کالیبره و الکسیس برای شرکت جدید کاندید شدند و زمانی‌که نام الکسیس انتخاب شد، این موضوع که الکسیس ممکن است، برای نام خودرو مناسب نباشد، مطرح گردید و درپایان با تغییر حرف لاتین یو بجای آی و تغییر حرف نخست یعنی؛ ای با ال (که از لاکچری به معنی لوکس گرفته شده بود) نام لکسوس تعیین گردید.

### راه‌اندازی برند
در سال ۱۹۸۹ بعد از عملیاتی طولانی و گسترده با تلاش ۶۰ طراح، ۲۴ تیم مهندسی، ۱۴۰۰ مهندس، ۲۳۰۰ تکنیسین، ۲۲۰ نفر پشتیبانی، ۴۵۰ نمونه آزمایشی و صرف هزینه‌ای بالغ بر یک میلیارد دلار، نخستین پروژه لکسوس با نام اف۱ و محصولی به نام لکسوس ال‌اس۴۰۰ و در نمایشگاه خودروی دیترویت و لوس آنجلس رونمایی شد و از سپتامبر همان سال، فروش خودروهای لکسوس آغاز گردید.
در ژانویه سال ۱۹۹۰ لکسوس ال‌اس۴۰۰ در بین ۱۰ خودروی برتر جهان قرار گرفت. از ماه ژوئن سال ۱۹۹۰ نیز خودروی لکسوس به‌طور رسمی در بازار خاورمیانه عرضه گردید. محصولات لکسوس که نخست قرار بود نام «لکسیس» برای آن انتخاب شود، در بدو ورود خود به بازار ایالات متحده با یک اتفاق بزرگ روبه‌رو شدند.
هشت هزار خودروی لکسوس ال‌اس ورودی به ایالات متحده آمریکا در بخش کنترل کروز خود مشکل پیدا کردند، که این شرکت را در آغاز فعالیتش رو در روی دادگاه‌های استیناف در ایالات متحده آمریکا قرار داد. این اتفاق می‌توانست کار لکسوس را نیامده پایان دهد. اما مدیران لکسوس از این اتفاق در ابتدای کار خود، یک تبلیغ استثنایی برای خود ساختند و با عرضه یک سرویس فوق‌العاده و متفاوت، همه نگاه‌ها را به سوی خود جلب کردند.
لکسوس در نخستین سال حضور خود در ایالات متحده آمریکا بیش از ۵۰ هزار دستگاه فروخت و در سال ۱۹۹۶ به مجموع فروش نیم میلیون دستگاه در عرض هفت سال حضورش در آمریکا دست یافت.
لکسوس آرایکس نخستین خودرو شاسی بلندی بود، که توسط لکسوس در سال ۱۹۸۹ به بازار عرضه شد. با ورود مدل آرایکس به بازار، گروه جدیدی از خودرو به نام کراس اوور معرفی شد. مدل‌های لکسوس جی‌ایکس نیز از سال ۲۰۰۲ در ایالات متحده آمریکا عرضه شد.

## کارخانه‌های تولید خودرو
| کارخانه‌های مونتاژ بر پایه مدل | کارخانه‌های مونتاژ بر پایه مدل | کارخانه‌های مونتاژ بر پایه مدل    | کارخانه‌های مونتاژ بر پایه مدل                    |
| ----------------------------- | ----------------------------- | -------------------------------- | ------------------------------------------------ |
| کارخانه                       | مالک                          | مکان                             | مدل‌ها                                            |
| تاهارا                        | تویوتا موتور                  | تاهارا، استان آیچی               | لکسوس ال‌اس، لکسوس جی‌اس، لکسوس آی‌اس، لکسوس جی‌ایکس |
| کوکارا                        | تویوتو موتور کیوشو            | کیتاکیوشو، استان فوکوئوکا        | لکسوس سی‌تی، لکسوس اچ‌اس، لکسوس آرایکس             |
| میاتا                         | تویوتو موتور کیوشو            | میاواکا، استان فوکوئوکا          | لکسوس ای‌اس، لکسوس آی‌اس، لکسوس آرایکس             |
| موتوماچی                      | تویوتا موتور                  | تویوتا، استان آیچی               | لکسوس ال‌اف‌ای                                     |
| هیگاشی فوجی                   | کانتو                         | سوسونو، شیزوئوکا، استان شیزوئوکا | لکسوس اس‌سی                                       |
| ساناگه                        | تویوتا بوشوکا                 | تویوتا، استان آیچی               | لکسوس ال‌ایکس                                     |
| کمبریج                        | تویوتا کانادا                 | کمبریج، انتاریو                  | لکسوس آرایکس                                     |

## استانداردها در لکسوس
طراحی لکسوس از آغاز بر پایه استانداردهای خودروهای گران‌قیمت بوده‌است. در نخستین لکسوس این استانداردها به‌صورت طراحی آیرودینامیک، نرم و روان بودن، کابین‌های آکوستیک، صرفه‌جویی در سوخت بروز کرده‌است. هر خودروی لکسوس باید ۶۰۰ معیار استاندارد را پشت سر بگذارد که ویژه این برند است و محدوده‌ای روانی و نرمی و چرخ‌ها تا دوخت چرم صندلی‌ها را دربر می‌گیرد.
گران‌قیمت‌ترین خودروی لکسوس خودرو اسپورت و دست‌ساز LF-A می‌باشد که با مدل ۲۰۱۲ و با قیمت پایه ۳۷۵٫۰۰۰ دلار وارد بازارهای جهانی شد.